# Strach się bać (singel)
Strach się bać – dwudziesty ósmy singel zespołu Lady Pank, został wydany na płycie CD. Singel ten promował studyjną płytę zespołu zatytułowaną Strach się bać. Muzyka została skomponowana przez Jana Borysewicza, a autorem tekstu jest Andrzej Mogielnicki. Singlowa wersja utworu jest nieco krótsza od wersji albumowej. Do utworu powstał teledysk w reżyserii Janiny Nowak.

## Skład zespołu
- Jan Borysewicz – gitara solowa
- Janusz Panasewicz – śpiew
- Kuba Jabłoński – perkusja
- Krzysztof Kieliszkiewicz – bas

gościnnie:
- Michał Sitarski – gitary
- Wojtek Olszak – inst. klawiszowe
- Mariusz „Georgia” Pieczara – chórki